# GFAJ-1
GFAJ-1 представлява пръчковидна екстремофилна бактерия от семейство Halomonadaceae, които при липса на фосфор, могат да включат в структурата си елемента арсен.
Откритието на бактерията придаде допълнителна тежест на дългогодишната идея, че е възможно съществуването на живот и на други планети, който да е напълно различен по химичен състав от живота на Земята.
GFAJ-1 е микроорганизъм открит и култивиран от геомикробиолога Фелиша Улф-Саймън, астробиолог към НАСА заедно със свои колеги от US Geologic Survey Калифорния. Микроорганизмът е бил изолиран и култивиран още в началото на 2009 г. от седименти, събирани по брега на езерото Моно в източната част на Калифорния, САЩ.
Езерото Моно е хиперсалинно и силно алкализирано, което допълнително утежнява задържането на живот в него. То има една от най-високите естествени концентрации на арсен в света (около 200 μM). Откритието на тези микроорганизми е достояние на широката публика от 2 декември 2010 година.
Съставеното дърво на живота, в резултат на изследванията проведени върху 16S на рРНК в пръчковидния GFAJ-1 е показало и други соленолюбиви бактерии от същото семейство Halomonadaceae. Много от тези бактерии са известни днес, както и също се знае, че могат да понасят много високи нива на арсен в околната среда, но организъм като GFAJ-1 прави много голяма крачка напред в изучаването на живата природа. Когато лишен от фосфор, този микроорганизъм може да включи в метаболизма си арсенови атоми и по този начин да поддържа жизнените си функции.

## Източник на информацията
GFAJ-1 -кратки данни